# Nienburg
Nienburg er en by i den tyske delstat Niedersachsen. Byen ligger ved floden Weser omkring 50 kilometer nordvest for Hannover. Byen har 31.550 indbyggere (31/12/2018).